# Delia heraclei
Delia heraclei este o specie de muște din genul Delia, familia Anthomyiidae, descrisă de Griffiths în anul 1993.
Este endemică în British Columbia. Conform Catalogue of Life specia Delia heraclei nu are subspecii cunoscute.